# 이시즈카 에이조
이시즈카 에이조(일본어: 石塚英蔵, 1866년 10월 31일(게이오 2년 7월 23일) ~ 1942년(쇼와 17년) 7월 28일)는 일본 제국의 관료이자 정치인이다. 관동도독부 민정장관, 한국통감부 총무장관, 조선총독부 농상공부장관, 대만 총독, 귀족원 의원, 추밀원 고문관 등을 역임하였다.
| 전임 가와무라 다케지 | 제13대 대만 총독 1929년 ~ 1931년 | 후임 오타 마사히로 |